# Tsukihime
Tsukihime (月姫 lit. Princesa de la Luna?) es una novela visual japonesa de género eroge creada por Type-Moon, oficialmente lanzada en diciembre de 2000. Fue posteriormente adaptado a una serie de manga y anime, tuvo una continuación en el juego Kagetsu Tohya y los personajes se mantuvieron en la saga de juegos de pelea Melty Blood que también tiene su adaptación al manga.
El juego gozó de una gran aceptación en Japón y tuvo un gran número de admiradores en ese país, lo que provocó que en enero de 2001 se pusiera a la venta el Tsukihime Plus-Disc, que contenía tres historias alternas y contenido multimedia relacionado, poco después en agosto del mismo año sacaron Kagetsu Tohya (歌月十夜) continuación de la historia original. En abril de 2003, Type-Moon saca Tsuki-Bako (月箱, lit. Caja lunar), un paquete especial de 3 discos, que incluía "Tsukihime", "Tsukihime Plus-Disc" (versión extendida) y "Kagetsu Tohya" junto con varios remixes de los temas originales y mayor contenido multimedia. 
A pesar de ser catalogado como un juego eroge el juego se hizo popular debido a su argumento y a la gran cantidad de variantes y giros que podían darse a la historia, donde cada uno de los personajes tenía dos finales diferentes (buen final y final real). La forma de juego es la típica en las novelas gráficas, donde la historia (mayormente en modo texto) va cambiando según las decisiones que se tomen en distintas partes del juego.
El anime se emitió por Animax en Latinoamérica desde el 2 de agosto de 2005 y fue retirado el 5 de abril de 2006, en junio de 2007 es retransmitida y posteriormente eliminado de la programación del canal en mayo de 2008.

## Antecedentes

### Desarrollo
Fueron publicadas numerosas versiones de prueba de  Tsukihime antes de tener un lanzamiento final. La primera versión se publicó en el Comiket 56 en 1999, donde solamente 300 copias fueron distribuidas gratis en disquetes de 3½. En el Comiket 57 una nueva versión fue publicada, a pesar de no haber sido terminada aún, otras 50 copias distribuidas en disquetes de 3½. Estas versiones de prueba fueron posteriormente incluidas junto con tráileres en Tsukihime Plus-Disc. En el Comiket 58 Tsukihime Half Moon Edition fue publicado, y 300 copias se vendieron a un precio de 1,000 yenes. Esta versión contenía las rutas de Arcueid y Ciel, las del lado claro de la luna.

### Publicación
El producto final fue publicado en el año 2000 durante la Comiket de invierno. Poco después, se publicó Tsukihime Plus-Disc en enero de 2001. El cual contiene tres historias cortas y contenido multimedia. La primera edición incluía fondos de escritorio, los primeros cuatro capítulos de Kara no Kyōkai, una versión anterior de Tsukihime, y dos novelas visuales cortas protagonizadas por los personajes de la novela, una de las cuales es lo que iba a ser la ruta de Satsuki. En abril de 2003, se publicó una compilación que incluía Tsukihime y Kagetsu Tohnya juntas, bajo el nombre de Tsukibako. Esta nueva versión, además, incluía dos historias nuevas compiladas con el motor KiriKiri, más capaz al que se había estado utilizando hasta ahora: NScripter.
En 2008 se anunció una reedición del juego, que utilizaría el motor KiriKiri, y que planeaba ser un rediseño desde cero, con cambios en el arte, el guion, y nuevas rutas, su desarrollo comenzaría tras la publicación de Mahōtsukai no Yoru. Tras el lanzamiento de Mahou Tsukai no Yoru, Nasu declaró en una entrevista que la producción del remake estaba progresando junto con otros proyectos. Durante el TYPE-MOON Fes., fueron mostrados los rediseños de Arcueid, Ciel, Akiha, Kohaku, Hisui y Satsuki. En el mismo evento, fue presentado un nuevo personaje llamado Noel, la cual sería una maestra de Shiki en la escuela.
Ha habido un número de referencias de un posible Tsukihime 2. Las historia cortas Prelude y talk. toman lugar antes de ello, y existe un gran número de notas en Kagetsu Tohya sobre lo que sería incluido en el juego. La mayoría de las referencias han sido tomadas como broma en varias entrevistas, y no han mostrado tener planes actuales para crear el proyecto.
En una entrevista con Famitsu llevada a cabo en 2019, Nasu confirmó que el juego se encontraba en la etapa de testeo.
El 31 de diciembre del 2020 se confirmó en un directo de Fate que la adaptación ya tenía prevista su estreno para el verano del 2021 en Japón para las plataformas de PC, Nintendo Switch y PlayStation 4 bajo el nombre de Tsukihime: A Piece of Blue Glass Moon.

## Jugabilidad
La jugabilidad es la típica de las novelas visuales, el jugador lee el texto y se le muestra unas opciones a elegir las cuales definirán el rumbo del juego. Hay 5 rutas posibles:
- Ruta de Arcueid: La ruta en la cual se basó el anime, tiene dos finales, el final verdadero y el final bueno.
- Ruta de Ciel: En esta ruta Shiki se enterá del pasado de Ciel y por qué ella es así. Dos finales, el final verdadero y el final bueno.

Estas rutas son el lado claro de la luna, del lado oscuro están:
- Ruta de Akiha: En esta ruta Shiki se entera del pasado de la familia Tohno. Dos finales, el final verdadero y el final normal.
- Ruta de Hisui: En esta ruta Shiki se centra más en su relación con Hisui. Dos finales, el final verdadero y el final bueno.
- Ruta de Kohaku:En esta ruta Shiki se centra más en su relación con Kohaku. Sólo tiene el final verdadero.

Originalmente se iba incluir también la ruta de Satsuki, sin embargo se omitió, parte de lo que iba a ser la ruta se usó para el juego Melty Blood ReAct.
El juego tiene un parche traducido al inglés por el grupo Mirror Moon y también existe un parche traducido al español.[cita requerida]

## Personajes
Arcueid Brunestud (アルクェイド・ブリュンスタッド Arukueido Buryunsutaddo?)
Arcueid es la más fuerte de los "Verdaderos ancestros" (True Ancestor ) que son los vampiros originales, Inicialmente Arcueid parece no mostrar las características de los vampiros, como la necesidad de la sangre o el rechazo a la luz del sol, aunque posteriormente se descubre que ella está usando un 70% de su poder en controlar su necesidad de sangre y que la luz solar puede debilitarla (razón por la cual Shiki es capaz de descuartizarla), aunque luego Arcueid se recupera pero debido a que tardará varios días en hacerlo completamente, obliga a Shiki a ayudarle a buscar a otro vampiro (Roa), que se encuentra en la ciudad. Ella al igual que Shiki también posee un "Ojo místico" el cual le permite influenciar el pensamiento de los demás, y es uno de los dos vampiros capaces de usar el "Marble Phantasm", que le permite cambiar la realidad y recrear cualquier efecto posible, además de poder invocar "the Millennium Castle Brunestud", El hogar de los verdaderos ancestros.
Shiki Tohno (遠野 志貴 Tōno Shiki?)
Es el protagonista principal, Shiki posee los "ojos Místicos de Percepción de la Muerte" que le permiten ver la "muerte" (o la destrucción de la existencia misma de las cosas) en forma de líneas o puntos sobre los objetos o sobre cualquier criatura que exista, El también posee un cuchillo llamado Nanatsu-yoru que está diseñado para combatir a los demonios y fue la única herencia que obtuvo de su padre (asesinado por Tohno Makihisa), Inicialmente el vive con los Arima, que son una rama familiar de los Tohno, con los que vive desde su accidente 8 años atrás, aunque al inicio del juego el regresa a la mansión de los Tohno después de la muerte de Tohno Makihisa.
Ciel (シエル Shieru?)
Compañera de Shiki aunque de un año superior, única miembro del club de té, y parte de "The Burial Agency" es la encargada de exterminar a los vampiros una vez que son descubiertos (generalmente cuando ya han convertido a toda una ciudad en vampiros), aunque en esta ocasión ella se encuentra en la ciudad por decisión propia, para acabar con Roa el cual es capaz de reencarnarse en otro cuerpo una vez que el anterior es destruido, Ciel conoce perfectamente los planes de Roa debido a que ella fue el anterior cuerpo donde él estuvo, y la dejó cuando ese cuerpo fue destruido por Arcueid, aunque Roa en ese momento desconocía que Ciel era capaz de regenerar su cuerpo completamente y que no puede morir a menos que Roa muera primero.
Akiha Tohno (遠野 秋葉 Tōno Akiha?)
Hermana menor de Shiki, y líder actual de la familia Tohno, al igual que todos los miembros de la familia Tohno su sangre posee un poder especial que cuando despierta completamente es capaz de llevar a su poseedor a la locura, en el caso de Akiha este poder se manifiesta cambiando el color de su pelo a un rojo intenso y dándole la habilidad de absorber el calor alrededor suyo y usarlo para quemar cualquier cosa frente a ella, Akiha es la única persona que se da cuenta de que Ciel está manipulando la mente de sus compañeros, razón por la cual trata de evitar que Shiki se relacione con ella.
Hisui (翡翠 Hisui?)
Es la menor de las dos gemelas que trabajan en la mansión Tohno, Hisui fue amiga de Shiki cuando eran pequeños, en ese entonces era la más alegre del grupo aunque ahora actúa de manera fría y sin mostrar ninguna expresión, pero es solo una actuación que hace por el bien de su hermana Kohaku (Kohaku dice que cuando Hisui recupere su sonrisa entonces ella deberá volver a ser la inexpresiva), Hisui es una "Synchronizer", lo que le permite compartir su energía vital con cualquier persona mediante un intercambio de "fluidos corporales".
Kohaku (琥珀 Kohaku?)
Hermana mayor de Hisui, parece que siempre estuviera alegre y sonriendo aunque al igual que su hermana esta no es más que una actuación, ya que ella es incapaz de sentir algo, esto debido a las torturas a las que era sometida por parte de Tohno Makihisa (Padre de SHIKI y Akiha), ya que al ser una "Synchronizer" era usada por el para poder controlar el poder de la sangre de los Tohno, que finalmente lo llevó a la locura y a la muerte, después de la muerte de Tohno Makihisa ella sigue siendo usada como "Synchronizer" pero esta vez por Akiha; posteriormente se descubre que Kohaku es la responsable de la muerte de Makihisa y de las acciones de "SHIKI".
Michael Roa Valdamjong (ミハイル・ロア・バルダムヨォン Mihairu Roa Barudamuyōn?)
También conocido como "La serpiente de Akasha", Roa es un "apóstol oscuro" un vampiro creado por uno de los verdaderos ancestros, el principal objetivo de Roa es el de ser inmortal, por lo que engaña a Arcueid para que beba su sangre, lo que hace que Arcueid enloquezca y acabe con casi todos los verdaderos ancestros y al mismo tiempo convierta a Roa en uno de los más poderosos "Apóstoles oscuros", al punto que ella es incapaz de eliminarlo teniendo que unir fuerzas con "the Burial Agency", pero Roa no puede ser destruido, dado que se reencarna en un nuevo cuerpo cada vez que el anterior es eliminado, en el momento que la historia empieza Roa ya se ha reencarnado 17 veces, siendo eliminado en cada una de ellas por Arcueid que busca recuperar el poder que Roa le quitó.
Nrvnqsr Chaos (ネロ・カオス Nero Kaosu?)
"Nrvnqsr Chaos" pronunciado como "Nero Kaos", Uno de los vampiros (Apóstol oscuro) más poderosos, posee 666 criaturas fusionadas dentro de él, desde animales comunes como ciervos o lobos hasta seres mágicos como unicornios o dragones, es uno de los más difíciles de vencer, ya que se tienen que destruir a las 666 bestias al mismo tiempo, sino se regeneraran una y otra vez, su objetivo principal es acabar con Arcueid. Cuando todavía era humano su nombre era Fabro Rowan.
Aoko Aozaki (蒼崎 青子 Aozaki Aoko?)
Es una misteriosa mujer de pelo rojo que siempre anda cargando una maleta, ella es la persona que dio a Shiki el magangoroshi ("Mystic Eye Killer") los lentes que evitan que pueda ver las líneas de la muerte(que fueron robados a su hermana Tōko), lo que hace que Shiki pueda llevar una vida más o menos normal, 
Arihiko Inui (乾 有彦 Inui Arihiko?)
Compañero de clase y mejor amigo de Shiki, sus padres murieron cuando era todavía un niño, por lo que vive con su hermana, Ichiko.
Makihisa Tohno (遠野 槙久 Tōno Makihisa?)
El patriarca de la familia Tohno, que muere antes de los eventos acaecidos en Tsukihime, el expulsa a Shiki después del incidente ocurrido hace 8 años.
Satsuki Yumizuka (弓塚 さつき Yumizuka Satsuki?)
Compañera de Shiki, que está enamorada de él desde que la rescató cuando eran niños, posteriormente ella se convierte en un vampiro y Shiki se ve obligado a enfrentarla.

## Adaptaciones

### Manga
La adaptación del manga fue serializada en la revista seinen de MediaWorks Dengeki Daioh a partir de octubre de 2003, durante el mismo periodo en que la serie de anime era estrenada. La trama sigue una mezcla de la trama del anime y de la ruta de Arcueid en el juego. Se enfoca en Arcueid y Shiki, con los otros personajes que juegan los papeles más importantes, como Ciel y Akiha. A diferencia del anime, el manga adapta el juego original mucho más en profundidad (como la batalla con Nrvnqsr Chaos, mucho más larga en el juego que como se representa en el anime, reflejada por completo en el manga). Dicho manga finalizó en septiembre de 2010 con un total de 10 volúmenes.

### Anime
Tsukihime, Lunar Legend (真月譚 月姫 Shingetsutan Tsukihime?) (literalmente, Princesa de la Luna, Leyenda Lunar), también conocida como Lunar Legend Tsukihime es un anime compuesto por 12 episodios producido por J.C.Staff. Es la versión animada del juego de PC de Type-Moon, Tsukihime.
Dirigido por Katsushi Sakurabi, fue transmitido originalmente en Japón entre el 9 de octubre y el 25 de diciembre de 2003, por TBS, BS-i, y la cadena de televisión Animax, que luego lo retransmitió a los respectivos canales alrededor del mundo, incluyendo su transmisión en inglés (bajo el título Lunar Legend Tsukihime, la única transmisión en inglés de la serie), en el Sudeste de Asia, y a sus otros conectores y retransmisores en el Este de Asia, Sudamérica y otras regiones. La música para la serie fue compuesta por Toshiyuki Omori y ha sido lanzada en dos soundtracks. El tema de apertura fue titulado "The Sacred Moon" por Toshiyuki Omori y el tema de cierre fue "Rinne no Hate Ni (輪廻の果てに…?)" por Fumiko Orikasa. El título Tsukihime, Lunar Legend solo es usado en los lanzamientos DVD de la serie hechos por Geneon en América del Norte.
La historia del anime se encuentra basada en la historia de Arcueid (final Tsukihime: True Ending Arcueid) del juego, donde sigue la vida de Shiki Tohno, un prodigioso estudiante de secundaria de 17 años, dotado de una misteriosa habilidad para ver las "Líneas de la Muerte", las cuales, cuando son cortadas, destruyen el objeto o el ser en el que estaban. Un producto de una herida que sufrió en su niñez que casi le cuesta la vida, esta única aunque traumatizante habilidad de Shiki está escudada y oculta por un par de lentes especiales, un regalo de su niñez hecho por una misteriosa mujer, Aoko Aozaki. Esos lentes lo ayudan a evitar ver las Líneas de Muerte y vivir una vida relativamente pacífica y normal.
Después del accidente Shiki es enviado a vivir fuera de su casa (la Mansión Tohno), a causa de la herida fatal que sufrió y la mala salud que le siguió luego. Duró años viviendo con parientes de la familia Tohno, los Arimas. Finalmente, después de ocho años, y luego de la muerte de su padre, Makihisa, Shiki regresa a la Mansión Tohno a vivir con su hermana, Akiha Tohno. Akiha tiene la responsabilidad, siendo la heredera de la familia Tohno, de llevar las riendas y ser la nueva matriarca de la familia.
Un día comienza a sentirse mal en la escuela, por sus problemas de anemia, y su maestro lo deja irse a casa. Mientras camina a casa de regreso pasa por un parque donde ve a una chica, a la cual se siente extrañamente atraído, Shiki la sigue y sorprendentemente la descuartiza en 17 pedazos. Al terminar, Shiki, imprevistamente se desmaya. Cuando despierta en su cama cerca de Akiha y Hisui, ella afirma que lo encontró en el parque desvanecido y así Shiki comienza a recordar lo que pasó por esto le pregunta si no había nadie más en el parque aparte de él cuando ella lo encontró, Hisui extrañada le responde que no. Al día siguiente Shiki duda sobre si lo que pasó fue real o un sueño, pero en ese momento escucha una voz que le dice "por fin te encontré", Shiki voltea y encuentra a la chica que había descuartizado el día anterior.

### Reparto
| Personaje         | Seiyū            |
| ----------------- | ---------------- |
| Arcueid Brunestud | Hitomi Nabatame  |
| Shiki Tōno        | Kenichi Suzumura |
| Akiha Tōno        | Shizuka Itō      |
| Ciel              | Fumiko Orikasa   |
| Hisui             | Yumi Kakazu      |
| Kohaku            | Kana Ueda        |
| Roa               | Hiroyuki Yoshino |
| Arihiko Inui      | Takahiro Sakurai |
| Satsuki Yumizuka  | Kaori Tanaka     |
| Aoko Aozaki       | Akiko Kimura     |
| Nero Chaos        | Kenta Miyake     |
| Makihisa Tōno     | Kinryū Arimoto   |
| Doctor            | Shōto Kashii     |

## Música
Se hizo una reedición de la banda sonora del juego lanzado el 24 de febrero de 2004 llamado Ever After ~Music from "Tsukihime" Reproduction~. Se lanzaron dos compilaciones de bandas sonoras para el anime Shingetsutan Tsukihime, titulado Moonlit Archives y Moonlit Memoirs. La música fue compuesta por Keita Haga.